# Stefan Voigt (Höhlenforscher)

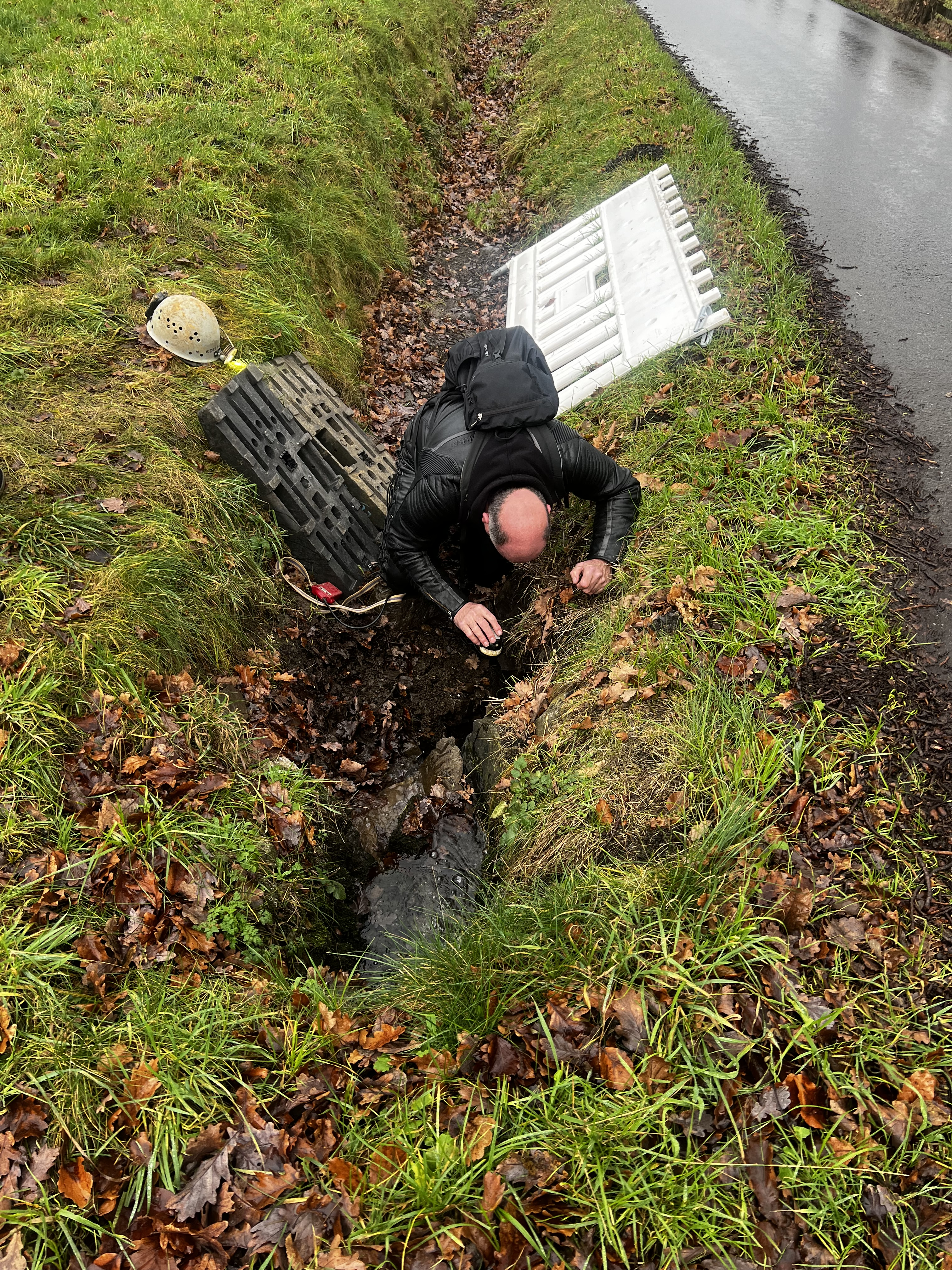
Stefan Voigt begutachtet die Feldbachponorhöhle

Stefan Voigt (* 2. Juli 1963 in Schwelm) ist ein deutscher Höhlenforscher, Naturschützer und Unternehmer.

## Leben
Voigt begann 1980 eine Lehre als Landschaftsgärtner und legte 1989 seine Meisterprüfung im Garten- und Landschaftsbau ab. Seit 1996 hat er das Amt des Landschaftswächters vom Ennepe-Ruhr-Kreis für das Stadtgebiet Ennepetal inne. 1998 machte sich Voigt im Garten- und Landschaftsbau selbstständig. Seit 1999 werden von ihm die Höhlenführer der Kluterthöhle geprüft. 2002 heiratete Stefan Voigt seine Frau Ute, mit der er zwei Kinder hat.
Seit 2009 ist Voigt Mitglied des Landschaftsbeirates bzw. seit Umbenennung des Naturschutzbeirates des Ennepe-Ruhr-Kreises. 2012 wurde er Mitglied im Beirat des Geoparks Ruhrgebiet. Diese Stelle füllt er bis heute aus und vertritt dort die Belange der Karst- und Höhlenforschung.
2011 erhielt Voigt den Deutschen Landschaftspflegepreis. Am 22. Juli 2018 erhielt Stefan Voigt das Bundesverdienstkreuz am Bande für seine jahrzehntelangen Leistungen in der Höhlenforschung und im Naturschutz. Am 12. Mai 2018 erhielt Voigt vom Verband der deutschen Höhlen- und Karstforscher (VdHK) den Dr.-Benno-Wolf-Preis, der besondere Leistungen in der Höhlenforschung würdigt.

## Speläologisches Wirken
Schon in seiner Jugend erkundete er die Höhlen in Ennepetal. 1980 trat Voigt dem Arbeitskreis Kluterthöhle bei. Im gleichen Jahr durchtauchte er mit Harald Gallinnis einen Nasensiphon in der Kluterthöhle und entdeckte dahinter 30 Meter Neuland. 1981 entdeckte Voigt mit der Hagener Holthauser Bachhöhle seine erste Großhöhle. Gleichzeitig gelang hier ein erster Vertrag über eine Höhle und der Verschluss des Objekts. 1983 fand er hinter einem faustgroßen Loch die Heilenbecker Höhle, wodurch vier Kilometer Höhle erforscht werden konnten. Ebenfalls 1983 wurde Voigt Mitglied im Vorstand im Vereinskollektiv des Arbeitskreises Kluterthöhle im Verkehrsverein der Stadt Ennepetal. Im folgenden Jahr wurde der Arbeitskreis Kluterthöhle als eingetragener Verein gegründet, den Voigt ab 1985 als stellvertretender Vorsitzender vertrat; seit 1987 ist er Vereinsvorsitzender.
Gemeinsam mit Matthias Eggermann führte Voigt eine Expedition in den Vorderen Orient durch. Im Winter 1985 bereiste er dabei unter anderem Syrien und erforschte auch dort Höhlen. Nahe der syrischen Stadt Ragga konnte die Cater-Magara-Höhle auf über 3 km Länge erforscht werden. Bei späteren Expeditionen mit den Vereinsmitgliedern wurde die Höhle mit über sieben Kilometer Länge zur längsten Gipshöhle in Vorderasien. Neben der Cater-Magara-Höhle wurden noch vier weitere Großhöhlen entdeckt.
Auch in den nördlichen Kalkalpen fand Voigt mit dem Arbeitskreis Kluterthöhle ein Forschungsgebiet. Im Steinernen Meer rings um den Berg Schneiber forschte er gemeinsam mit seinen Kameraden und entdeckte, erforschte und kartographierte dabei über 15 Kilometer neuer Höhlengänge, darunter sechs Großhöhlen und zwei Bärenhöhlen. Ein weiteres Betätigungsfeld war die Speläogenese, mit der sich Voigt beschäftigte. 1986 ernannte der Rat der Stadt Ennepetal den Arbeitskreis Kluterthöhle e. V. zum Träger öffentlicher Belange.
1986 entdeckte Voigt am Ende der nur 120 Meter langen Simonhöhle bei Warstein zusammen mit Vereinskameraden eine offene Fortsetzung. Dahinter verbargen sich 700 Meter Neuland mit einer großen Tropfsteinhalle. Ein Jahr später begannen die Verhandlungen mit der Stadt Hagen, die den Arbeitskreis Kluterthöhle aus den Höhlen auf dem Stadtgebiet verdrängen wollte. Durch Voigts Einsatz konnte an dieser Stelle ein Vertragswerk ausgearbeitet werden, das heute unter Höhlenforschern als „Ennepetaler Modell“ bekannt ist. Im Rahmen dieses Modells übertrug die Stadt Hagen die Aufgaben der Höhlenforschung und des Höhlenschutzes an den Arbeitskreis Kluterthöhle. Dies war einmalig in Deutschland. In den folgenden Jahren wurde dieses Modell auch von anderen Höhlenforschungsvereinen übernommen. Mit dem ausformulierten Vertragswerk und den Erfahrungen aus den Verhandlungen gelang es Voigt, das Ennepetaler Modell jeweils modifiziert auch mit anderen Städten und Landkreisen abzuschließen.
1990 gelang Voigt und dem Arbeitskreis Kluterthöhle in Hagen die Entdeckung der Martinshöhle. Im gleichen Jahr legte er auch die Fortsetzung in der Timpenhöhle frei und entdeckte über 700 Meter Neuland. Im folgenden Jahr gelang es Voigt, mit der Stadt Engelskirchen einen Vertrag über die Übernahme des Kallenlochs abzuschließen. Die Höhle war über Jahrzehnte mit Müll verfüllt worden. Der Arbeitskreis Kluterthöhle entsorgte über 100 m³ Müll und Unrat aus der Höhle. Im Jahr 1992 entdeckten die Höhlenforscher rund um Voigt in der Wuppertaler Hardthöhle ein 800 Meter langes Labyrinth. 1996 nahm Voigt an der ersten deutschen Kambodscha-Expedition teil. Dabei wurden rund zwölf Kilometer Höhlengänge entdeckt und ein Tempel aus dem 6. Jahrhundert. 1997 konnte nach wenigen Stunden Grabung die über 800 Meter lange Altenberghöhle neuentdeckt werden. 1998 ging Voigt zusammen mit einem rumänischen Verein zum Höhlenforschen in das Banat-Bergland.
Bei der Neubearbeitung des Geologischen Blattes Hohenlimburg übernahm er die Beschreibung der Höhlen auf der westlichen Kartenblatthälfte. 1998 konnte in einem Naturschacht in einer Baugrube in Gummersbach ein Versturz geräumt werden. Voigt und seine Kameraden fanden den richtigen Weg, und auf einen Schlag waren über 600 Meter Neuland und die schönste Tropfsteinhöhle des Bergischen Landes entdeckt: die Rosper Höhle. Im Jahr 2000 gelang es den Höhlenforschern um Voigt, in einer Mulde im Wuppertaler Karst eine Höhle zu entdecken. Nach kurzer Grabung gelangten sie in die 700 Meter lange Himmelfahrtsponorhöhle. Unweit der Himmelfahrtsponorhöhle wurde eine von ihm entdeckte weitere Höhle aufgebrochen.
2008 erforschten Andreas Wolf, Günter Stautz und Stefan Voigt für das Institut für Karst und Höhlenkunde die Al-Kittan-Höhle in Oman. Dabei wurde dokumentiert, vermessen und Neuland erforscht. 2009 wurden bei Baumaßnahmen am Gymnasium der Stadt Ennepetal faustgroße Löcher gefunden. In der Folgezeit erkundete er mit dem Arbeitskreis Kluterthöhle fast 500 Meter Neuland in der Ebbinghauser Höhle und konnte das Objekt trotz der Bebauung retten. 2010 wurde durch den Höhlenverein die 50. Verbandstagung der deutschen Höhlen- und Karstforscher ausgerichtet. Voigts Beziehungen waren dabei wichtig für die Organisation, wie auch für die Vorträge mit einem Schwerpunkt auf den Höhlenschutz. Zusätzlich bewog er die Stadt Ennepetal, sich mit einem Ratsbeschluss für die Höhlen- und Karstforschung einzusetzen.
2011 konnte Voigt durch ein Gutachten über die Linderhauser Mulde in Wuppertal ein geplantes Industriegebiet verhindern. Bei der 2013 erschienenen Geologischen Karte 4911 Gummersbach hat Voigt die Kalklinsen kartiert und mit Volker Wrede das Kapitel über die Verkarstung geschrieben. 2014 war Voigt Mitglied der internationalen Laos-Expedition in die Provinz Xam Neva. Neben Vermessungsarbeiten gab es auch einiges an Neuland zu erkunden. Ein Erdfall im Hang der Bahnstrecke Elberfeld–Dortmund auf Höhe des Hauses Martfeld wurde durch die Höhlenforscher um Voigt untersucht. Gefunden wurde eine 19 Meter lange Höhle, die neben einem CO₂-See auch zahlreiche Mineralien enthält. Aufgrund ihrer Lage erhielt sie den Namen Schwelmer Schlosshöhle.
Das Unternehmen Voigts hat 45 Hektar mit 35 Höhlen, darunter der Steinbruch Rauen (Witten), angekauft. Zwei Grundstücke bekam Voigt für den Naturschutz geschenkt, darunter auch eine starke Karstquelle. Bei Reinigungsarbeiten in der Kluterthöhle fanden die Höhlenforscher um Stefan Voigt ein bisher so nicht bekanntes paläozoisches Korallenriff, eines der besterhaltenen paläozoischen Riffs weltweit. 2015 bis 2017 wurde die Kluterthöhle mit Unterstützung der NRW-Stiftung und Betreiben Voigts komplett saniert. 2017 gelang es Voigt den Schwelmer Tunnel und die angrenzenden Grundstücke zu erwerben.
2019 entwickelte Voigt das Modell des Steinzeitwaldes, in dem wärmeliebende und trockenheitsresistente, heimische Bäume aus der Jungsteinzeit im Zuge des Klimawandels aufgeforstet wurden. In den Jahren nach der Entdeckung plante Voigt, die Höhlen des Klutertberges zum Nationalen Monument zu machen. Er holte viele Gutachten ein, führte Gespräche und stellte nach sorgfältiger Vorbereitung den entsprechenden Antrag zur Ausweisung der Kluterthöhle als Nationales Naturmonument. Mitantragsteller wurden die Stadt Ennepetal und die Kluterthöhle & Freizeit GmbH & Co. KG. Am 2. April 2019 erfolgte die Anerkennung des Kluterthöhlensystems als viertes Nationales Naturmonument. Außerdem gelang es Voigt den westlichen Teil des Nationalen Naturmonumentes mit der Bismarckhöhle und weiteren kleinen Höhlen zu erwerben. 
In Engelskirchen fanden Voigt und Kameraden nach jahrzehntelanger Suche hinter handbreiten bewetterten Spalten das Windloch im Mühlenberg. Bis 2021 wurden dabei achteinhalb Kilometer Ganglänge erforscht und vermessen. Anfang 2020 fand Voigt mit zwei Kameraden die größten Aragonitexentriques Europas (Die Bäume des Glücks und die Hydra). 2019 und 2021 ging es mit dem Terra-X-Teams des ZDF ins Windloch. Auf Betreiben von Voigt wurde die Aggertalhöhle komplett saniert und mit Hochdruckreinigern gesäubert. Die Arbeiten dauerten etwa drei Monate und übertrafen bei weitem alle Erwartungen. Wie in der Kluterhöhle ist die fossile Welt eines paläozoischen Riffes nun gut zu erkennen. 2021 konnten Voigt und Kameraden nach jahrelangen Verhandlungen die Frettlöhrhöhle übernehmen. Während der Sanierung wurden fast hundert Kubikmeter Müll und Bauschutt geladen und entsorgt. Die Höhle „bedankte sich“ durch dreihundert Meter langes unzerstörtes Neuland. 2021 erfüllte Voigt sich einen Traum und kaufte das Waldgebiet der Milsper Hardt (Ennepetal) mit der Heilenbecker Höhle. 2022 konnten die Arbeiten am Schwelmer Tunnel bezüglich des Radweges und der Höhlenschutzprojekte endlich beginnen und Ende November 2022 abgeschlossen werden. Im Vorfeld schrieb Voigt ein Heft „Der Schwelmer Tunnel – Herausforderung und Chance für die Höhlenforschung“. Der Schwelmer Tunnel entwickelte sich zu einer Blaupause für Synergieeffekte zwischen Naturschutz und dem Bau von Radwegen. So konnte Voigt im Jahr 2022 mit dem Erwerb des Langerfelder Tunnel in Wuppertal einen Grundstein für ein weiteres Naturschutzprojekt legen. 2022 sorgte Voigt dafür, dass eine Master-Studentin den Pflege- und Entwicklungsplan des Nationalen Naturmonumentes Kluterhöhlensystem erstellte. Im selben Jahr schloss Voigt eine Kooperationsvereinbarung zwischen dem Arbeitskreis Kluterthöhle e. V. und dem Geologischen Dienst NRW ab. Dies ist bisher einmalig in Deutschland.
Im Frühjahr 2024 entdeckten Voigt und andere Mitglieder des Arbeitskreises Kluterthöhle in unmittelbarer Nachbarschaft zu Klutert- und Bismarckhöhle eine weitere Großhöhle im Klutertberg, sie ist nach dem bereits länger bekannten Einstieg „Hackerloch“ benannt.

## Publikationen
- zus. mit K.-E. Dieckmann, C. Ebenau, G. Helbeck, H. Hirschberg, Lutz Koch, J. Pust, K.F. Sandermann, R. Wienands: Das Kluterthöhlensystem – Beschreibung und Entstehung der Höhlen im Klutertberg; Das Klutertbuch: Altes und Neues über einen der höhlenreichsten Berge Deutschlands. Hrsg. Lutz Koch, v. d. Linnene Verlag, Hagen 1992, ISBN 3-89431-020-0, S. 36–69.
- Der Kohlenkalk des Velberter Sattels zwischen Krehwinkel und Windrath Speleoexplo. 2 – 4 / 1985; Mitteilungen des Arbeitskreises Kluterthöhle e. V., ISSN 0176-1994, S. 3–22.
- Forschung aktuell – Schneiber 1994. Verbandsmitteilungen der deutschen Höhlen- und Karstforscher e. V. (München 1995); 41. Jahrg. 2. Quartal; S. 23.
- Forschung aktuell – Syrien: Cater Magara 7.146 m. Verbandsmitteilungen der deutschen Höhlen- und Karstforscher e. V. (München 1995); 41. Jahrg. 2. Quartal; S. 23.
- Führungstext der Kluterthöhle Ennepetal. Arbeitskreis Kluterthöhle e. V.; 14 Seiten; Mai 1996.
- zus. mit W. Klappach: Dokumentation der Höhlen am Schneiber im Steinernen Meer. Landesverein für Höhlenkunde in Salzburg; Salzburger Höhlenbuch Band 6; S. 236, 238–239, 241–242, 262, 263–272.
- Forschung aktuell – Neue Großhöhle im Oberbergischen entdeckt. Verbandsmitteilungen der deutschen Höhlen- und Karstforscher e. V. (München 1997); 43. Jahrg. 3. Quartal; S. 92.
- Forschung aktuell – Tiefphreatisches Paläo-Höhlensystem bei Wülfrath gefunden. Verbandsmitteilungen der deutschen Höhlen- und Karstforscher e. V. (München 1997); 43. Jahrg. 3. Quartal; S. 92.
- Das Kallenloch – ein Höhlenschutzprojekt im Bergischen Land. Verbandsmitteilungen der deutschen Höhlen- und Karstforscher e. V. (München 1997); 43. Jahrg. 2. Quartal; S. 50–55.
- Forschung aktuell – Syrien 1997. Verbandsmitteilungen der deutschen Höhlen- und Karstforscher e. V. (München 1998); 44. Jahrg. 2. Quartal; S. 47.
- Die Rettung der Staplackhöhlen in Hagen/Westfalen – ein 16 Jahre langer Höhlenschutzkrimi. Verbandsmitteilungen der deutschen Höhlen- und Karstforscher e. V. (München 1998); 44. Jahrg. 2. Quartal; S. 52–53.
- zus. mit G. Droidzewski, Ch. Hartkopf-Fröder, F.-G. Lange, B. Oesterreich, K. H. Ribbert, V. Wrede: Vorläufige Mitteilung über unterkretazischen Tiefenkarst im Wülfrather Massenkalk (Rheinisches Schiefergebirge). Verbandsmitteilungen der deutschen Höhlen- und Karstforscher e. V. (München 1998); 44. Jahrg. 2. Quartal; S. 54–64.
- Die Rosper Höhle – eine neue Großhöhle in Gummersbach. Verbandsmitteilungen der deutschen Höhlen- und Karstforscher e. V. (München 1999); 45. Jahrg. 1. Quartal; S. 19–20.
- Die Glaseishöhle – neue Großhöhle am Schneiber, Steinernes Meer, Berchtesgaden. Verbandsmitteilungen der deutschen Höhlen- und Karstforscher e. V. (München 2003); 49. Jahrg. 2. Quartal; S. 46–47.
- zus. mit V. Wrede: Tropfsteinraub ist kein Kavaliersdelikt; Strafprozess in Wuppertal. Verbandsmitteilungen der deutschen Höhlen- und Karstforscher e. V. (München 2003); 49. Jahrg. 2. Quartal; S. 58.
- Berchtesgadener Alpen; Die Sauerländer Höhle (1331/259). Karst und Höhle 2004/2005; S. 118–121.
- zus. mit Lutz Koch, M. Sachse: Durch Steine und Pflanzen lernen – der Zuckerberg in Ennepetal als außerschulischer Lernort. Beiträge zur Heimatkunde der Stadt Schwelm und ihrer Umgebung; Jahresgabe des Vereins für Heimatkunde Schwelm (neue Folge 2007), Schwelm 1. Sonderheft, 116 Seiten.
- zus. mit Lutz Koch: Baustellen schneiden Ennepetaler Karst an; temporäre geologische Aufschlüsse am Klutertberg und am Zuckerberg. Beiträge zur Heimatkunde der Stadt Schwelm und ihrer Umgebung; Jahresgabe des Vereins für Heimatkunde Schwelm (neue Folge) Heft 58, S. 7–16.
- Final Report of the Ecological Survey of Al Kittan Cave. Institute for Karst and Cave Science – Germany, Report No. IKH 076/2008, 2009.
- zus. mit D. K. Richter, A. Mangini: Erste Th./U.-datierte Kryocalcite der mittleren Weichseleiszeit aus einer Höhle des Rheinischen Schiefergebirges (Heilenbecker Höhle, Bergisches Land). Verbandsmitteilungen der deutschen Höhlen- und Karstforscher e. V. (München 2009); 55. Jahrg. 4. Quartal; S. 125–127.
- zus. mit Lutz Koch, Lothar Kruse: Höhlen und Karst in Ennepetal. Arbeitskreis Kluterthöhle e. V., Ennepetal 2010, ISBN 978-3-00-031095-9.
- Karst und Höhlen bei Schwelm, Ennepetal und Hagen. Geo Park Themen: Nr. 3 Karst und Höhlen im Ruhrgebiet, Hrsg. Geo Park Ruhrgebiet; 2010, S. 5–12.
- zus. mit G. Stautz, A. Wolf: Karst and Caves in Ennepetal. Schriftenreihe der Deutschen Gesellschaft für Geowissenschaften; Geotop 2010, Heft 66; S. 97.
- zus. mit P. Meissner, S. Riechelmann, K. Jansen, D. K. Richter: CO2 Monitoring in drei Höhlen des Bergischen Landes: Aggertalhöhle, Kluterthöhle und Bismarckhöhle. Verbandsmitteilungen der deutschen Höhlen- und Karstforscher; (München 2010); 56. Jahrg., 2. Quartal
- Höhlen-, Karst- und Artenschutz. Voigt GmbH, Made in Ennepetal, Informationsbroschüre der Stadt Ennepetal; S. 47; Ausgabe 2012/2013
- Die Obersteeger Zwergenhöhle in Overath. NRW (Kat.-Nr. 5009/1); eine Mittelhöhle in den mitteldevonischen Hobrack-Schichten; Verbandsmitteilungen der deutschen Höhlen- und Karstforscher e. V.; ISSN 0505-2211; S. 2–3.
- zus. mit Lutz Koch, C. Brauckmann, E. Gröning: Nautilidenfunde aus der Kluterthöhle (Ennepetal, Nordrhein-Westfalen) mit einem Beitrag zum Lebensraum der Nautiliden in den Korallen-Stromatoporen-Riffen der Oberen Honsel-Schichten (Unter-Givetium). Dortmunder Beiträge zur Landeskunde; Naturwiss. Mitt.; Heft 48, 2018; S. 77–96.
- zus. mit Lutz Koch, C. Brauckmann, E. Gröning: Fossile Funde aus dem Nationalen Naturmonument Kluterthöhle (Ennepetal, NRW). Mitteilung des Verbandes der deutschen Höhlen- und Karstforscher e. V. ISSN 0505-2211; Jahrg. 64, 4. Quartal 2018; Heft 4/18, S. 79–83.
- zus. mit Lutz Koch,  C. Brauckmann: Nautiliden aus der Kluterthöhle (Ennepetal, NRW), aus benachbarten Höhlen und weiteren Fundorten in Oberen Honsel-Schichten (Unter-Givetium) – Geologie und Paläontologie in Westfalen 90 (im Druck); Mitteilungen des Verbandes der deutschen Höhlen- und Karstforscher e. V. ISSN 0505-2211; Jahrg. 64, 4. Quartal; Heft 4/2018, S. 83.
- Auf Spurensuche – der Ennepetaler Karstwanderweg, ISBN 978-3-00-069476-9, 2021
- Der Schwelmer Tunnel – Herausforderung und Chance für die Höhlenforschung, Der Antiberg, 47. Erscheinungsjahr, Beiheft zur Ausgabe 80 (Dezember 2022), ISSN 0344-4287

### Artikel in der ZeitschriftDer Antiberg
- Der Westsee II (Kat.-Nr. 4910/011). Der Antiberg. Mitt. z. Karst- und Höhlenkunde; ISSN 0344-4287; Heft 26; Hemer 1983, S. 8–13.
- Der Kohlenkalk des Velberter Sattels zwischen Krehwinkel und Windrath. Der Antiberg. Mitt. z. Karst- und Höhlenkunde; Heft 28; Hemer 1985, S. 3–22.
- Geologie und Entstehung der Kluterthöhle. 400 Jahre Kluterthöhle 1586–1986. Stadt Ennepetal, S. 47–59.
- zus. mit J. Meinecke: Das Naturschutzgebiet Kluterthöhle. 400 Jahre Kluterthöhle 1586–1986. Stadt Ennepetal, S. 75–83.
- 10 Jahre Arbeitskreis Kluterthöhle. 400 Jahre Kluterthöhle 1586–1986. Stadt Ennepetal, S. 84–94.
- Karst und Höhlen der Ruppichterother Mulde (Oberbergisches Land). Der Antiberg. Mitt. z. Karst- und Höhlenkunde; Heft 36; Hemer 1988, S. 2–21.
- Die Rodter Höhle. Der Antiberg. Mitt. z. Karst- und Höhlenkunde, ISSN 0344-4287; Heft 37; Hemer 1989, S. 2–4.
- Das Forster Fuchsloch. Der Antiberg. Mitt. z. Karst- und Höhlenkunde; (Kat.-Nr. 5010/010); Heft 37; Hemer 1989, S. 4–6.
- Vorläufige Ergebnisse der speläogenetischen Untersuchungen des Arbeitskreises Kluterthöhle e. V. Der Antiberg. Mitt. z. Karst- und Höhlenkunde; Hemer 1990; Heft 41; S. 2–4.
- Geologische Besonderheiten im Bereich der Jahnhöhle. Der Antiberg. Mitt. z. Karst- und Höhlenkunde; Heft 41; S. 6–7.
- Die Betonhöhle in Hagen Hohenlimburg (Kat.-Nr. 4611/065). Der Antiberg. Mitt. z. Karst- und Höhlenkunde; Heft 41; Hemer 1990, S. 8–10.
- Geologische Besonderheiten im Bereich der Jahnhöhle. Der Antiberg. Mitt. z. Karst- und Höhlenkunde; Heft 41; S. 6–7.
- Die Milsper Höhle in Ennepetal. Der Antiberg. Mitt. z. Karst- und Höhlenkunde; Heft 45; Hemer 1991, S. 9–13.
- Forschung aktuell AKKH. Der Antiberg. Mitt. z. Karst- und Höhlenkunde; Heft 45; Hemer 1991, S. 27.
- zus. mit H. Gallinnis: Die Seegrotte in Hohenlimburg (Kat.-Nr. 4611/102). Der Antiberg. Mitt. z. Karst- und Höhlenkunde; Heft 47; Hemer 1991, S. 2–10.
- Forschung aktuell: Januar bis Juli 1991 Arbeitskreis Kluterthöhle e. V. Der Antiberg; Mitt. z. Karst- und Höhlenkunde; Heft 47; Hemer 1991, S. 30–31.
- Die zerstörten bzw. unzugänglichen Höhlen Westfalens, Teil VII Westsauerland Teilkataster 02.00. Der Antiberg, Mitt. z. Karst- und Höhlenkunde; Heft 48; S. 2–18.
- zus. mit S. Niggemann: Bemerkungen zur Genese der Ostenberghöhle. Der Antiberg; Mitt. z. Karst- und Höhlenkunde S.; Heft 50; Hemer 1992, S. 24–30.
- „Cater Magara“, die größte Höhle Syriens. Der Antiberg; Mitt. z. Karst- und Höhlenkunde; Heft 51; Hemer 1992, S. 2–11.
- Mitteilung zur aktuellen Ganglänge der Kluterthöhle (4610/006) in Ennepetal. Der Antiberg; Mitt. z. Karst- und Höhlenkunde; Heft 54; Hemer 1993, S. 25.
- Syrien-Expedition 1993 des Arbeitskreises Kluterthöhle e. V. Der Antiberg; Mitt. z. Karst- und Höhlenkunde; Heft 54; S. 26.
- Forschung aktuell: Arbeitskreis Kluterthöhle 01.01. – 30. April 1993. Der Antiberg; Mitt. z. Karst- und Höhlenkunde; Heft 54; S. 32.
- Die Milchenbacher Ponorhöhle. Der Antiberg; Mitt. z. Karst- und Höhlenkunde; Heft 55; Hemer 1993, S. 2–8.
- Die Röhrenruine – ein kleiner, aber interessanter Höhlenrest an der Schneibersüdflanke Steinernes Meer, Bayrische Alpen. Der Antiberg; Mitt. z. Karst- und Höhlenkunde; Heft 55; Hemer 1993, S. 14–17.
- Schneiber 1993. Der Antiberg; Mitt. Karst- und Höhlenkunde; Heft 55; Hemer 1993, S. 17.
- Die Karstwasserspalten an der Oeger Straße in Hagen Hohenlimburg. Der Antiberg; Mitt. z. Karst- und Höhlenkunde; Heft 56; Hemer 1994, S. 12–14.
- Die Korallenhöhle bei Marienheide. Der Antiberg; Mitt. Karst- und Höhlenkunde; Heft 58; Hemer 1994, S. 2–10.
- Syrien 1994. Der Antiberg; Mitt. z. Karst- und Höhlenkunde; Heft 59; Hemer 1995, S. 34.
- Schneiber 1994. Der Antiberg; Mitt. z. Karst- und Höhlenkunde; Heft 59; Hemer 1995, S. 35.
- zus. mit M. Schnadwinkel: Caving beneath the desert: Cater Magara, Syria. International Caver 1995, No. 14; ISSN 0963-7095; S. 15–26.
- Die Korallenhöhle bei Marienheide. Bucklige Welt; Beitrag zur Natur- und Landschaftskunde des Oberbergischen Landes; Hrsg. Biol. Station Oberberg. Mai 1996; ISBN 3-931251-08-X; Band 1; S. 61–67.
- Das „Ennepetaler Modell“. Positive und effektive Zusammenarbeit zwischen Behörden und Höhlenforschung. Diskussionsveranstaltung „Höhlenschutz in Nordrhein-Westfalen“; 7. Dezember 1995; Geol. Landesamt NRW; Krefeld 1996, S. 21–24.
- Cater Magara – größte Gipshöhle Vorderasiens. Der Antiberg; Mitt. z. Karst- und Höhlenkunde; Heft 63; 1996, S. 2–39.
- Die Mordkuhle bei Lapshorn (Kat.-Nr. 4018/001). Der Antiberg; Mitt. z. Karst- und Höhlenkunde; Heft 64; Hemer 1996, S. 30–34.
- Das Kallenloch (Kat.-Nr. 5010/007). Der Antiberg; Mitt. z. Karst- und Höhlenkunde; Heft 65; Hemer 1997, S. 2–28.
- Die Sinterdeckenkluft in Hagen Hohenlimburg. Der Antiberg; Mitt. z. Karst- und Höhlenkunde; Heft 67; Hemer 1998, S. 17–24.
- Das Frauenloch in Schnellenbach/Engelskirchen. Der Antiberg; Mitt. z. Karst- und Höhlenkunde; Heft 68; 1998, S. 3–10.
- Arbeitskreis Kluterthöhle e. V. Syrien 1997 oder die Expedition mit Hindernissen. Der Antiberg; Mitt. z. Karst- und Höhlenkunde; Heft 68; 1998, S. 11–12.
- zus. mit M. Schnadwinkel, J. Kumbruch: Poiana Roschii 1998 – Forschungsbericht des Arbeitskreises Kluterthöhle e. V. Dezember 1998
- Das Kallenloch, ein Höhlenschutzprojekt im Bergischen Land. Bucklige Welt; Band 2; 1998, Seite 97–106.
- Die Martfeldhöhle I (Kat.-Nr. 4709/8) in Ennepetal. Der Antiberg; Mitt. z. Karst- und Höhlenkunde; Heft 69; Hemer 1999, S. 3–13.
- Der Tracerversuch am Hagelsiepen in Ennepetal. Der Antiberg; Mitt. z. Karst- und Höhlenkunde; Heft 69; Hemer 1999, S. 14–15.
- Ein Plan der Kluterthöhle aus dem frühen 19. Jahrhundert. Der Antiberg; Mitt. z. Karst- und Höhlenkunde; Heft 71, 2000; S. 15–22.
- zus. mit M. Denneborg, M. Laumann, M. Schnadwinkel: German Speleological Campaign Cambodia 95/96. Berliner höhlenkundliche Berichte. Band 6; Berlin 2002, 82 Seiten; ISSN 1617-8572
- zus. mit Niggemann, Richter, Weber: Karst und Höhlen im devonischen Massenkalk der Umgebung von Hagen/Iserlohn (Exkursion N am 29. März 2008). Iber. Mittoberrhein geol. Verein NF 90, Stuttgart 2008, 401–434.
- zus. mit Detlef K. Richter, Rolf D. Neuser: Kryogene Calcitpartikel aus der Heilenbecker Höhle in Ennepetal (NE Bergisches Land/Nordrhein-Westfalen). Die Höhle; 59. Jg.; Heft 1–4; Wien 2008, S. 37–47 (zobodat.at [PDF]).
- zus. mit Detlef K. Richter, Rolf D. Neuser:  Kryogene Calcite unterschiedlicher Kristallform und Kathodolumineszenz aus der Glaseishöhle am Schneiber (Steinernes Meer/Nationalpark Berchtesgaden, Deutschland). Die Höhle; ISSN 0018-3091; 60. Jg.; Heft 1–4, Wien 2009; S. 3–9 (zobodat.at [PDF]).
- Erforschung und Beschreibung der Dr.-Wolf-Höhle, bzw. des Oeger-Höhlensystems. Hohenlimburger Heimatblätter für den Raum Hagen und Iserlohn; 72. Jg.; Heft 10/2011, Hohenlimburg Oktober 2011; S. 338–344.

## Medien
Am 12. März 2019 sendete der WDR Rätselhafte Höhlen – wie wir die Welt unter unseren Füßen entdecken von Jakob Kneser mit Stefan Voigt und Mai Thi Nguyen-Kim aus der Heilenbecker Höhle. Der Beitrag von Jakob Kneser wurde auch in der Reihe Quarks gesendet.